# Ин (кирилиця)
Ꙟ, ꙟ (Ин, иня) - літера розширеної кирилиці, що використовувалась в убихській мові і в румунській кириличній абетці.  Цією літерою зображувалася приставка în- [Ин] (наприклад, в слові Ꙟв'ца = învăţa (молдавською - инвеца) - вивчати, вчитися) або îm- [им] (перед Б, П і М), так що літера зустрічалася тільки на початку  слова (а тому над нею завжди стояв знак тонкого придихання, при необхідності в поєднанні зі знаком гострого наголосу).  Походження літери остаточно невідомо.  Припускають, що вона являє собою модифікацію великого юса (Ѫ) або перевернуту літеру псі (Ѱ) чи від ґотської 𐍊.
| Символ                      | Ꙟ                          | Ꙟ                          | ꙟ                            | ꙟ                            |
| --------------------------- | -------------------------- | -------------------------- | ---------------------------- | ---------------------------- |
| Unicode name                | КИРИЛИЧНА ВЕЛИКА ЛІТЕРА ИН | КИРИЛИЧНА ВЕЛИКА ЛІТЕРА ИН | КИРИЛИЧНА МАЛЕНЬКА ЛІТЕРА ИН | КИРИЛИЧНА МАЛЕНЬКА ЛІТЕРА ИН |
| Encodings                   | decimal                    | hex                        | decimal                      | hex                          |
| Unicode                     | 42590                      | U+A65E                     | 42591                        | U+A65F                       |
| UTF-8                       | 0 153 158                  | Шаблон:UTF-8/3 99 9E       | 0 153 159                    | Шаблон:UTF-8/3 99 9F         |
| Числове позначення символів | &#42590;                   | &#xA65E;                   | &#42591;                     | &#xA65F;                     |

1. ↑   Пор.: Ꙟ та 𐍊; Џ та 𐍁